# Foners (Palma)
El barri de Foners situat al districte de Llevant, s'originà en el marc del primer cinturó del Pla Calvet, aprovat el 1901 que urbanitzà el territori immediatament fora del recinte de les murades. Està creuat pel carrer dels Foners, que no és més que l'inici de l'antiga carretera de Llucmajor.
El barri de Foners es delimita pels actuals carrer Manacor, Manuel Azaña, l'avinguda Gabriel Alomar i Villalonga i el mar Mediterrani. Queda rodejat pels barris de la Calatrava, el Sindicat, Pere Garau, Nou Llevant i Can Pere Antoni.
La disposició dels carrers respon a un urbanisme del tipus radial. Els carrers no són uniformes: Existeixen carrers de primer ordre com l'avinguda Gabriel Alomar i Villalonga de 40 metres i Manacor de 30 metres d'amplada; els carrers de segon ordre de 20 metres com Foners, Ricardo Ortega, Pérez Galdós i Joan Maragall, i els perpendiculars a aquests Joan Alcover i Joan Maragall. El pla preveia la disposició de places a les interseccions dels principals carrers. La tipologia de les cases eren habitatges unifamiliars amb una o dues plantes amb patis o petits horts o corrals a la part posterior.
El procés urbanitzador fou molt lent i el 1920 encara que quasi tots els carrers estaven traçats només s'havia urbanitzat una petita zona prop de les avingudes, al carrer Manacor i el carrer Ricardo Ortega i redols de cases dispersos.
El 1913 s'erigí en parròquia de la zona Santa Fe, segregada de Santa Eulàlia. Més tard es construí un petit temple al carrer Ricardo Ortega conegut com a Sa Misseta. El 1958 fou substituït per l'actual església de la Santíssima Trinitat d'estil neoclàssic i quedà constituïda com a parròquia. El 1931 es construí l'actual escola Alexandre Rosselló. En aquesta zona s'hi construïren naus industrials que originaren activitat industrial: antiga central elèctrica, sederies, etc.
El Pla d'Urbanisme de Gabriel Alomar de l'any 1940 permeté la construcció d'habitatges plurifamiliars i l'any 1948 s'inaugurà la primera finca de promoció pública de Juníper Serra. El desenvolupament econòmic dels anys 60 i 70 i la immigració provocà que l'àrea fou completament urbanitzada amb edificis de pisos, el que originà l'actual tipologia híbrida.
En el barri hi ha edificis oficials de la Conselleria d'Agricultura, Medi Ambient i Territori, així com la seu de la companyia Telefònica i l'ONCE.
Per Sant Antoni s'hi fa un fogueró, a diferència d'altres barris de Palma que celebren Sant Sebastià.

## Galeria

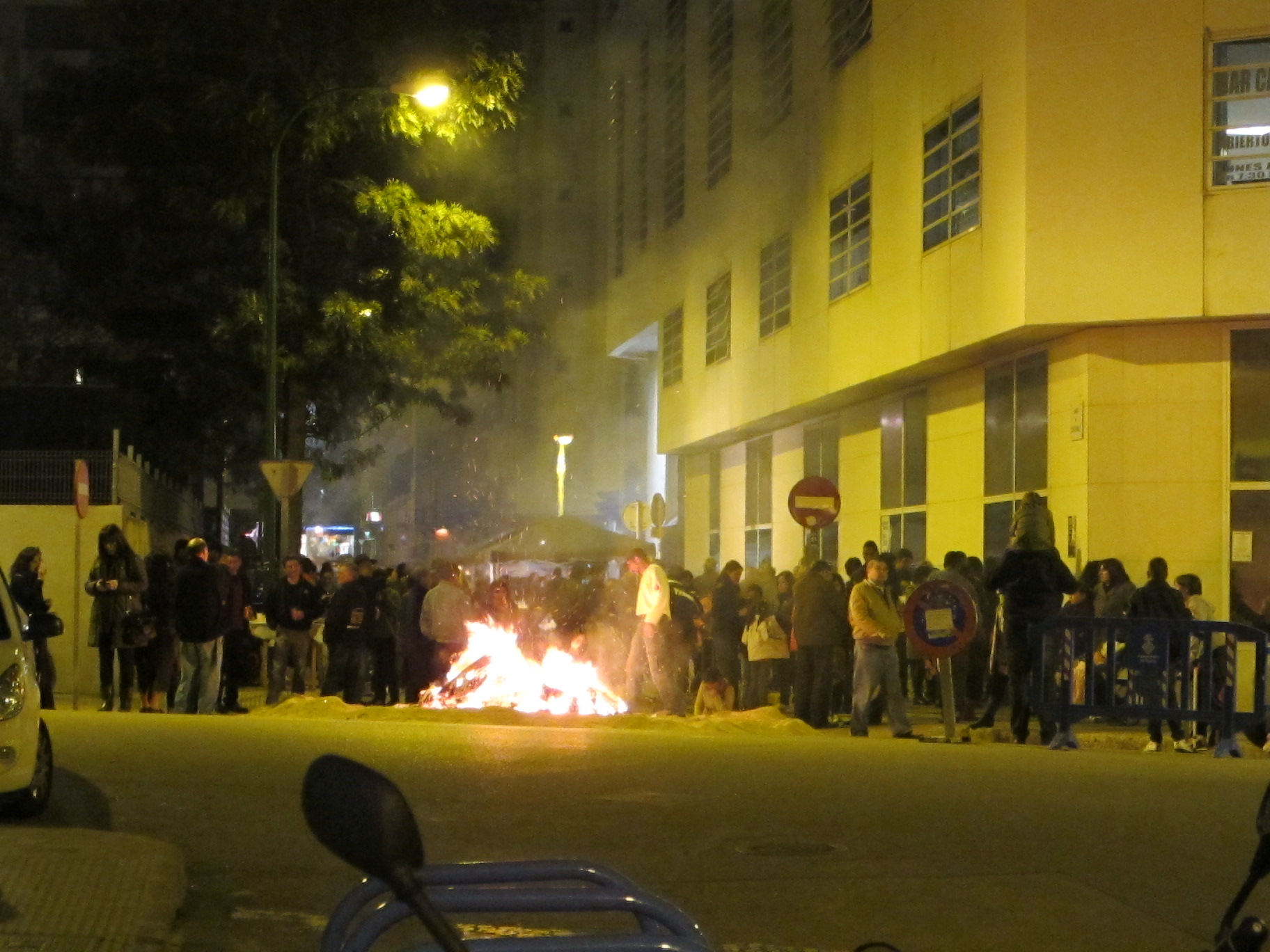
Fogueró de Sant Antoni
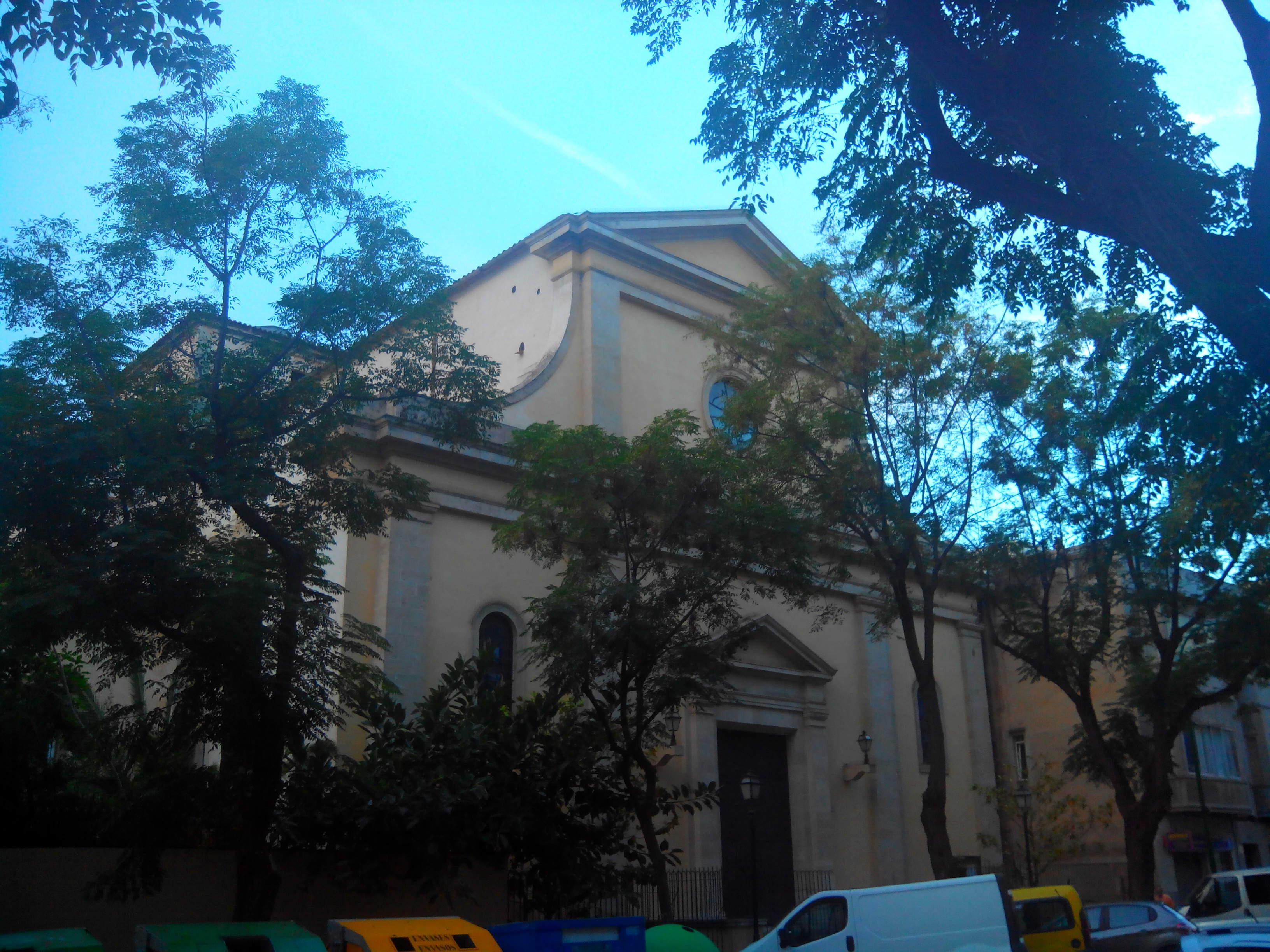
Església de la Santíssima Trinitat
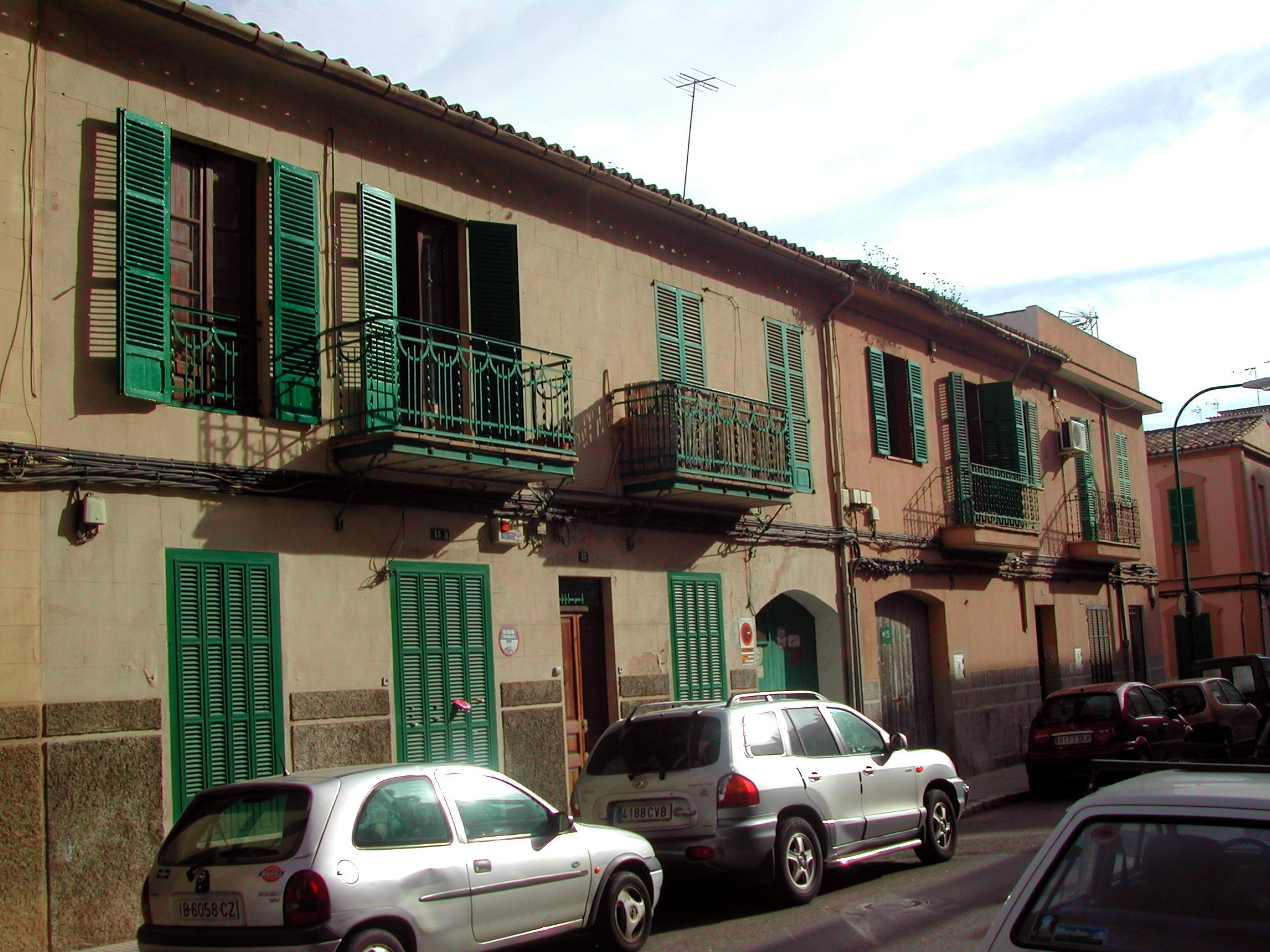
Cases baixes al Carrer Miquel Santandreu